# رضا الشاطي
رضا الشاطي (1 تموز/يوليو 1924-27 نيسان/أبريل 2013) فنان عراقي يعد أحد أبرز الفنانين العراقيين.

## أعماله
من أشهر المسلسلات التي أشترك بها مسلسل عرضا حالجي الذي لاقى نجاحًا كبيرًا في حينه.